# Toni Stadler junior

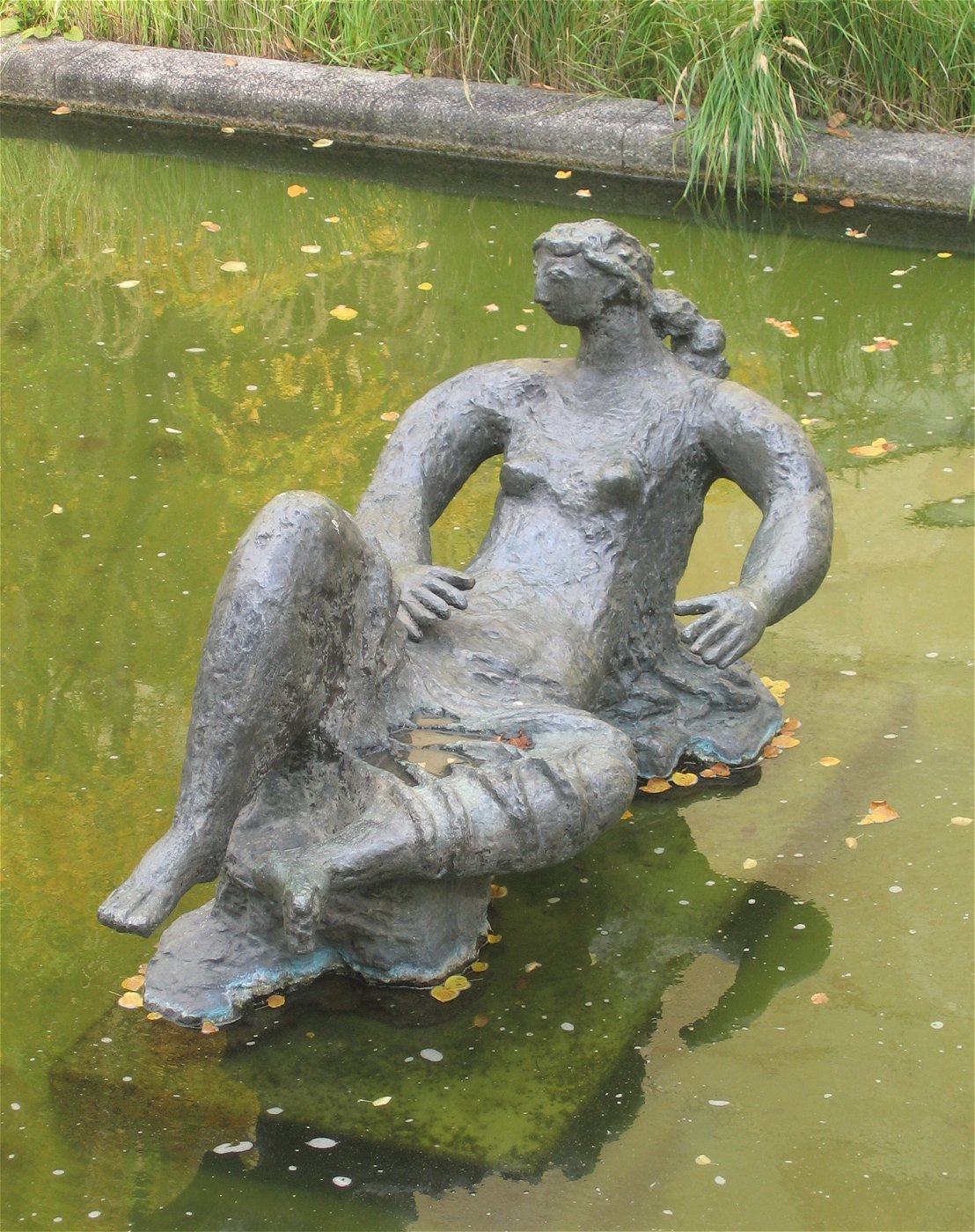
Aglaia, 1961, vor der Neuen Pinakothek in München

Toni Stadler (* 5. September 1888 in München; † 5. April 1982 in München) war ein deutscher Bildhauer und Zeichner.

## Leben
Toni Stadler war der Sohn des Landschaftsmalers Anton von Stadler und Schüler von August Gaul in Berlin.
1906 und 1907 studierte er an der Kunstgewerbeschule München und ab 1909 an der Akademie der Bildenden Künste München.
Von 1909 bis 1911 ließ sich Stadler unter Gaul in Berlin ausbilden, ab 1911 bis 1914 wieder in München bei Georgii. Im Ersten Weltkrieg von 1914 bis 1918 war Stadler zum Kriegsdienst eingezogen. Von 1919 bis 1924 besuchte Stadler abermals die Münchner Akademie. Seine Lehrer waren Hermann Hahn sowie ab 1927 Aristide Maillol in Paris.
Stadler war ab 1925 für zwei Jahre mit Hedda von Kaulbach, der Tochter des Malers Friedrich August von Kaulbach verheiratet. 1942 heiratete er seine Schülerin, die Bildhauerin Priska von Martin. Bei seinem Aufenthalt 1938 in Florenz traf Stadler auf Hans Purrmann, zu dem eine intensive Freundschaft entstand. Nach einem Stipendium 1938 war er von 1939 bis 1945 Professor an der Städelschule in Frankfurt am Main.
Am 16. Juli 1939 – im Rahmen der Feierlichkeiten des „Tages der Deutschen Kunst“ und der Eröffnung der Großen Deutschen Kunstausstellung in München – wurde ihm von Adolf Hitler der Titel eines Professors, der mit keinem Amt oder Einkommen verbunden war, verliehen. 1942 erhielt er eine ordentliche Professur an der Städelschule in Frankfurt am Main, nachdem er dort bereits zwei Jahre die Bildhauerklasse geleitet hatte.
Nach dem Zweiten Weltkrieg hatte Stadler von 1946 bis 1958 eine Professur an der Akademie der Bildenden Künste in München inne, wo er 1953 auch zum Vizepräsidenten ernannt wurde. Zwischen 1951 und 1973 gehörte Toni Stadler dem Vorstand des Deutschen Künstlerbundes an.
Toni Stadler war Teilnehmer der documenta 1 (1955), der documenta II (1959) und der documenta III 1964 in Kassel.
Er verstarb am 5. April 1982 im Alter von 93 Jahren – knapp vier Wochen nach seiner zweiten Ehefrau Priska von Martin – an den Folgen einer Demenzerkrankung.

## Grabstätte
Toni Stadler wurde auf dem Münchener Waldfriedhof, Alter Teil im Grab seiner zweiten Ehefrau Priska (Sektion 40-W-41) beigesetzt.

## Auszeichnungen und Ehrungen
- 1934/35: Aufenthalt in der Villa Massimo in Rom
- 1937: Villa-Romana-Preis der Preußischen Akademie der Künste
- 1947: Förderpreis für Bildende Kunst der Landeshauptstadt München
- 1958: Cornelius-Preis der Stadt Düsseldorf
- 1959: Bayerischer Verdienstorden
- 1964: Großes Verdienstkreuz der Bundesrepublik Deutschland
- 1974: Kultureller Ehrenpreis der Landeshauptstadt München
- 1981: Bayerischer Maximiliansorden für Wissenschaft und Kunst

## Werke (Auswahl)
- Ägäis 1964, 1965, Breite 192 cm, anfangs Architekturplatz vor der Volkshochschule Hannover[1]

## Fotos

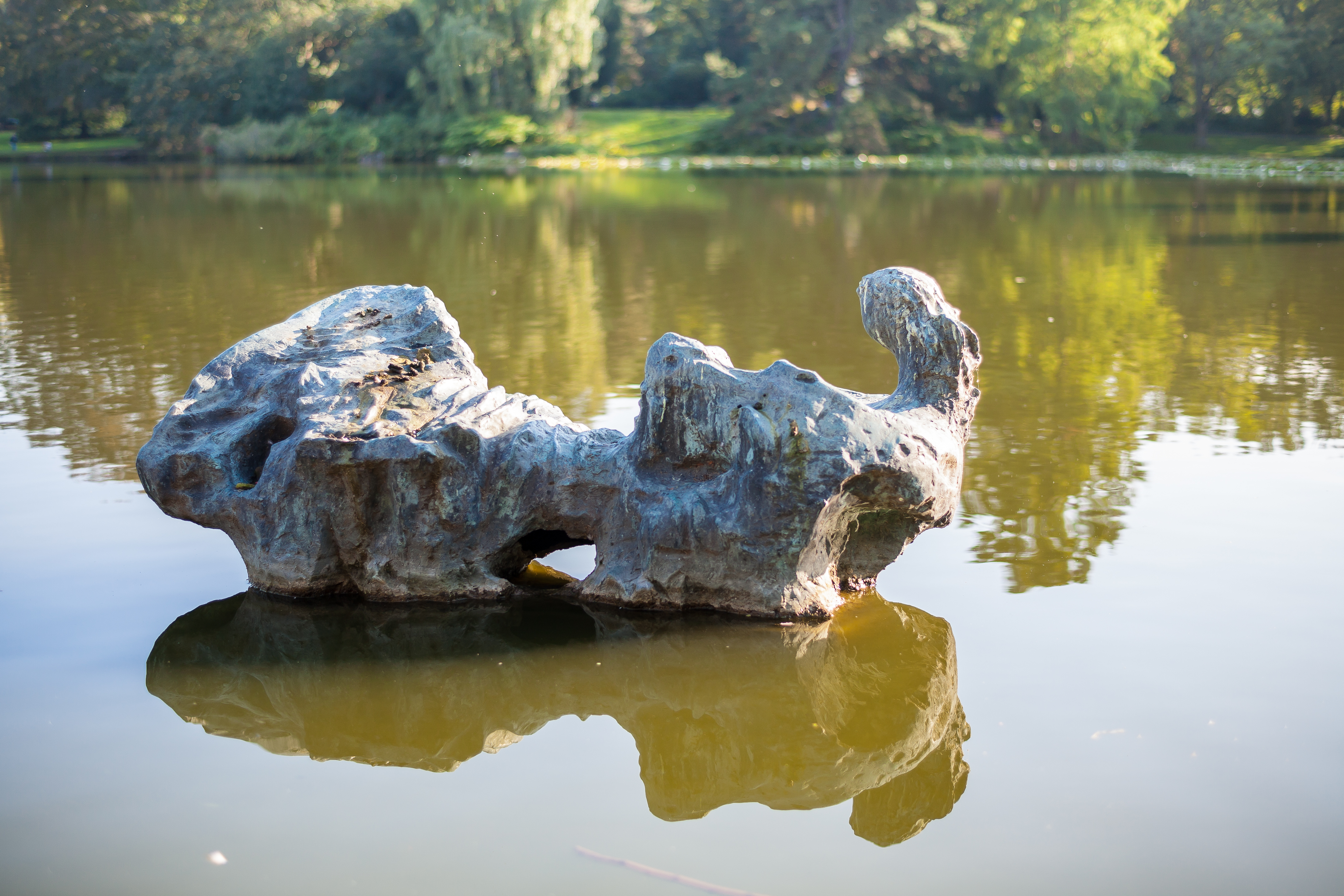
Ägäis von 1964 im Maschpark von Hannover
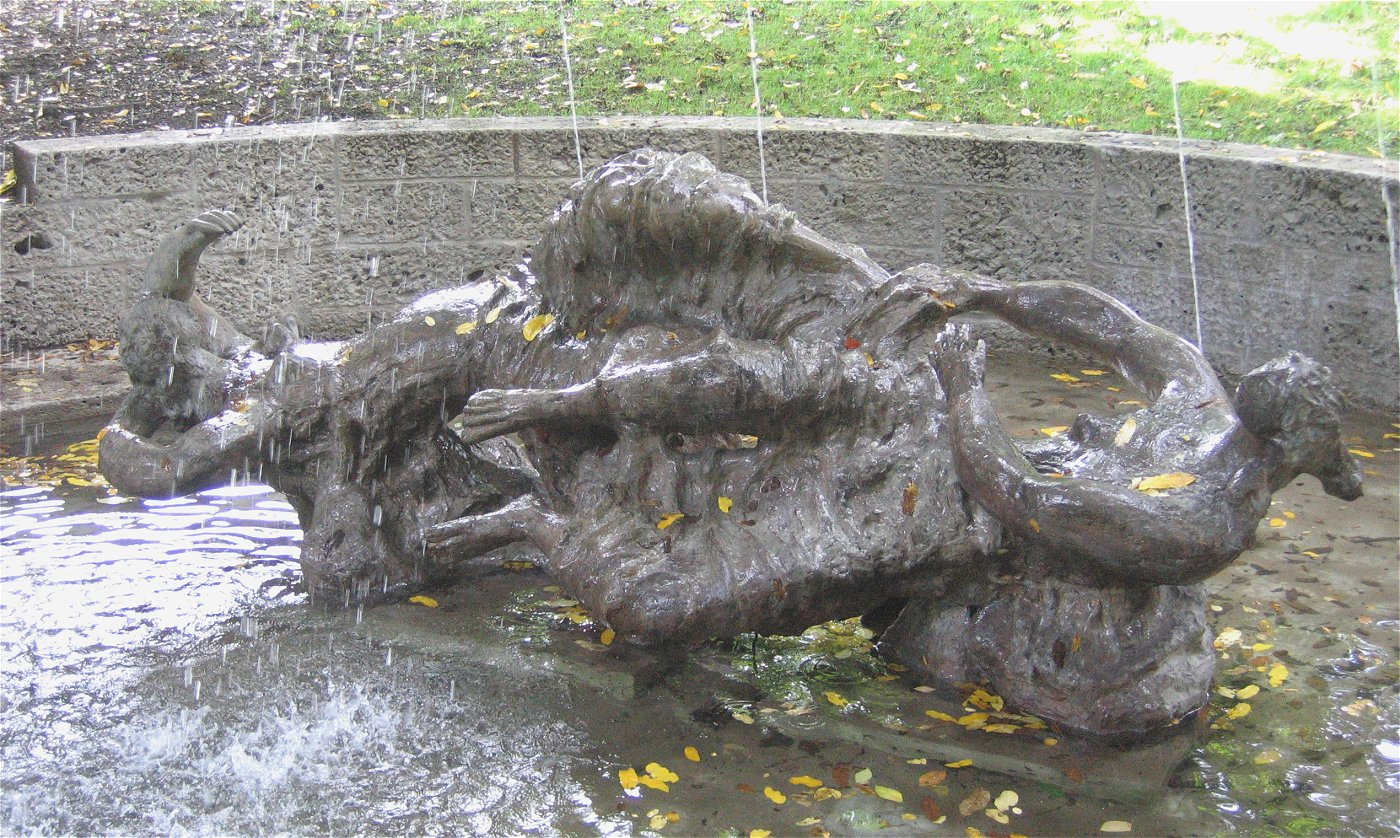
Karl-Amadeus-Hartmann-Brunnen, München
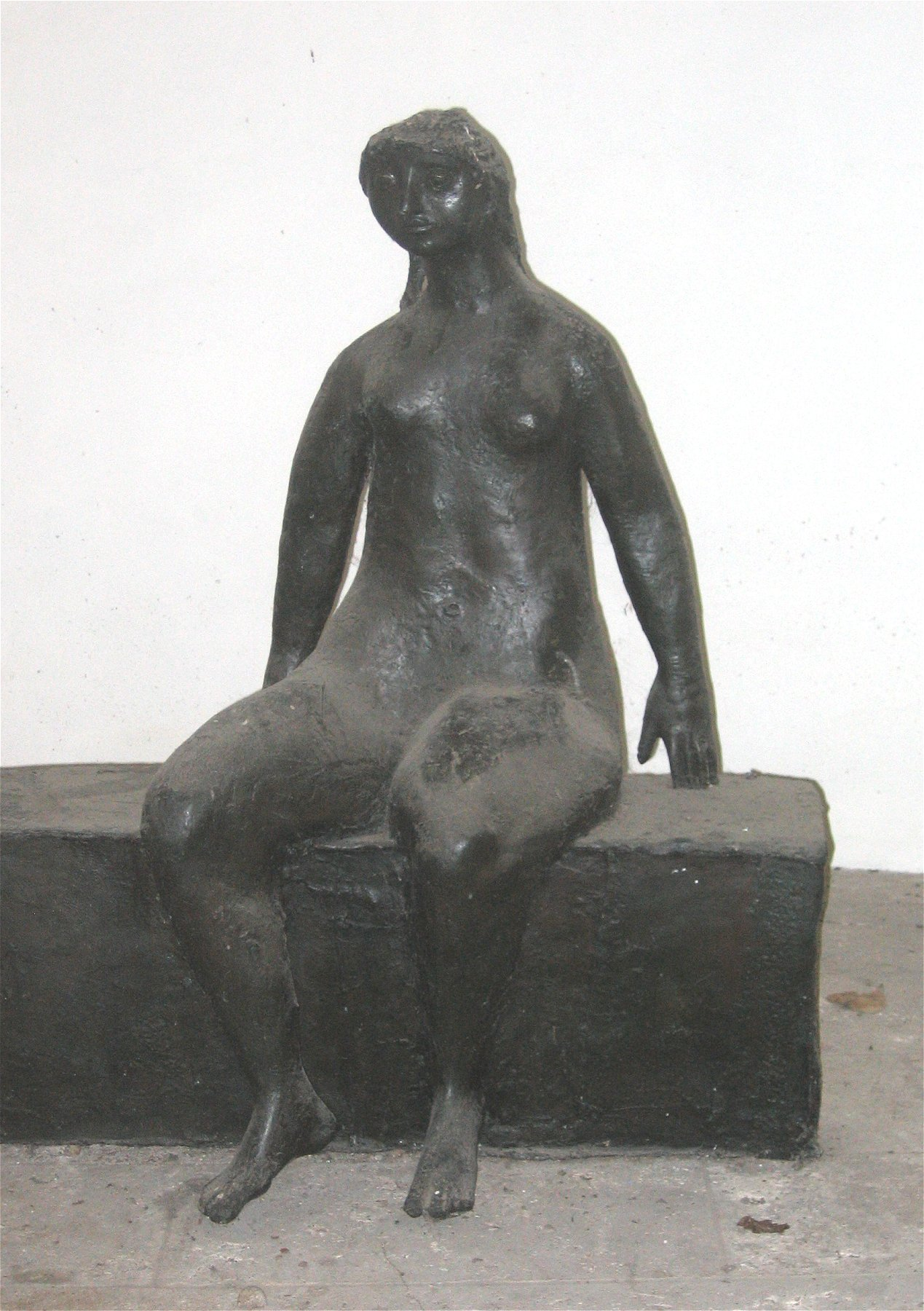
Heinrich-Heine-Denkmal, Bronzeplastik (1957/58), Dichtergarten in München
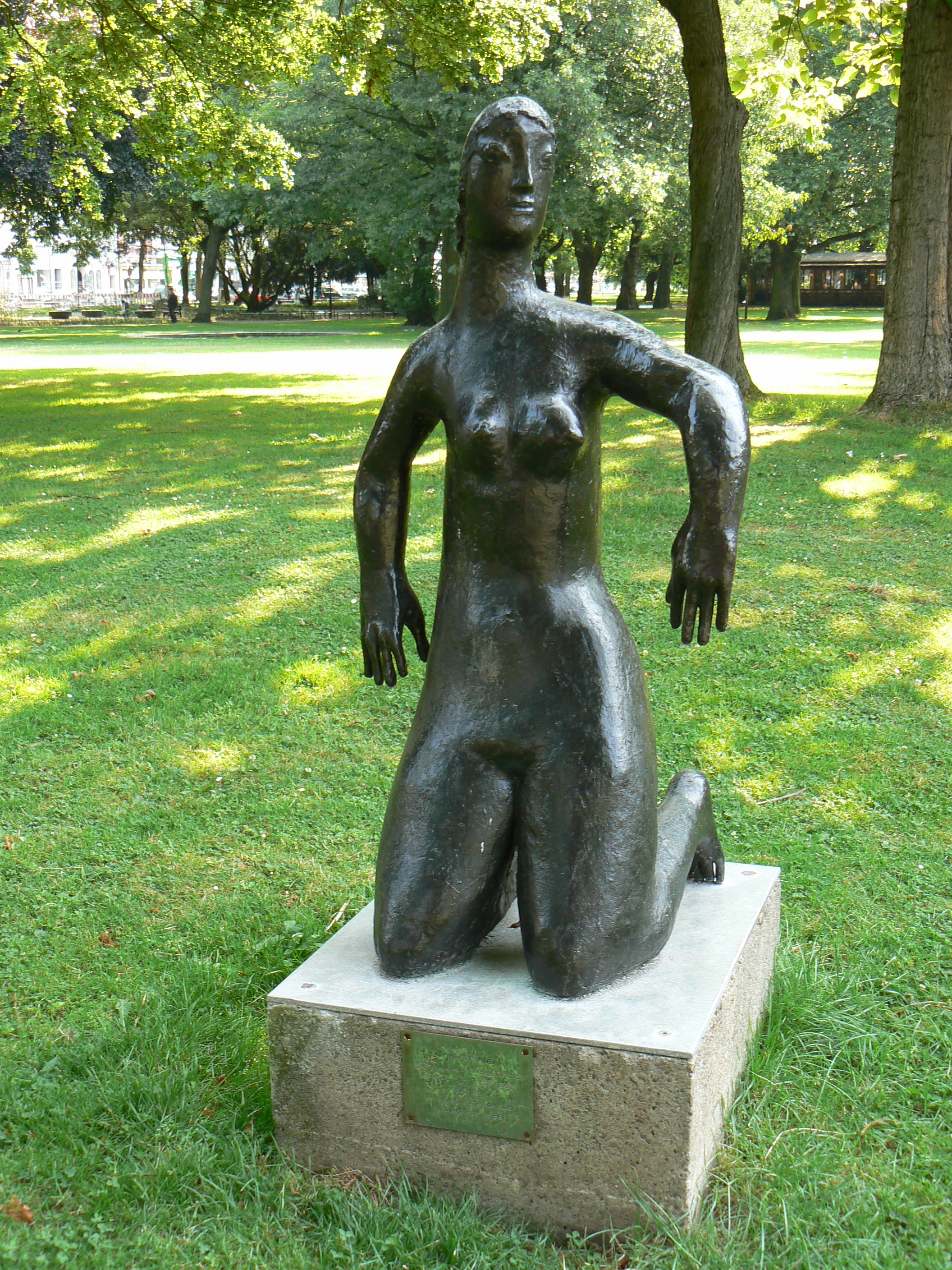
Kniende Figur – Eos (1958), Lehmbruck-Museum, Duisburg
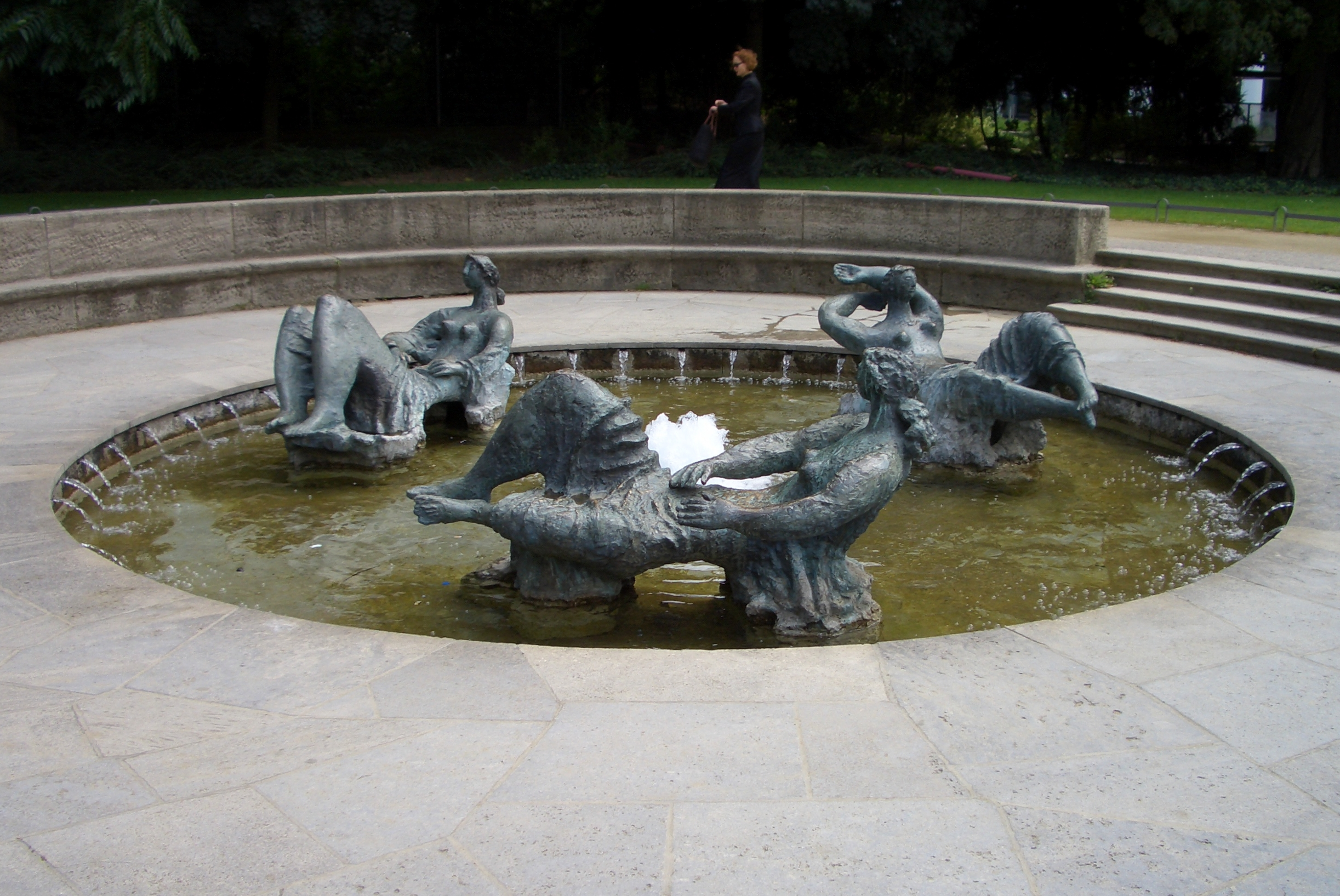
Marshall-Brunnen – Grazien (1963), Taunusanlage, Frankfurt am Main
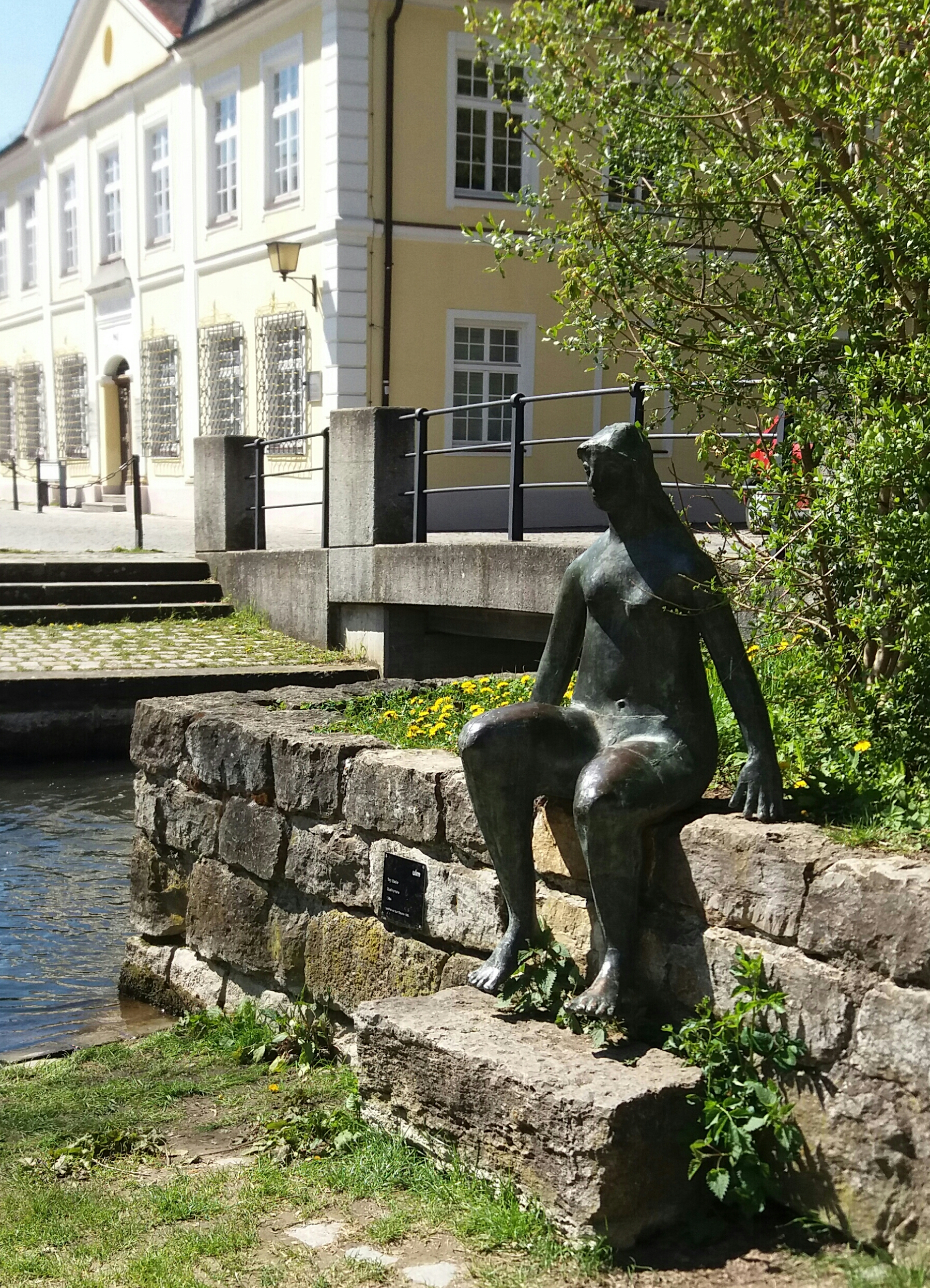
„Quellnymphe“ (1982) im Klosterhof Ulm-Söflingen